# 報知新聞社

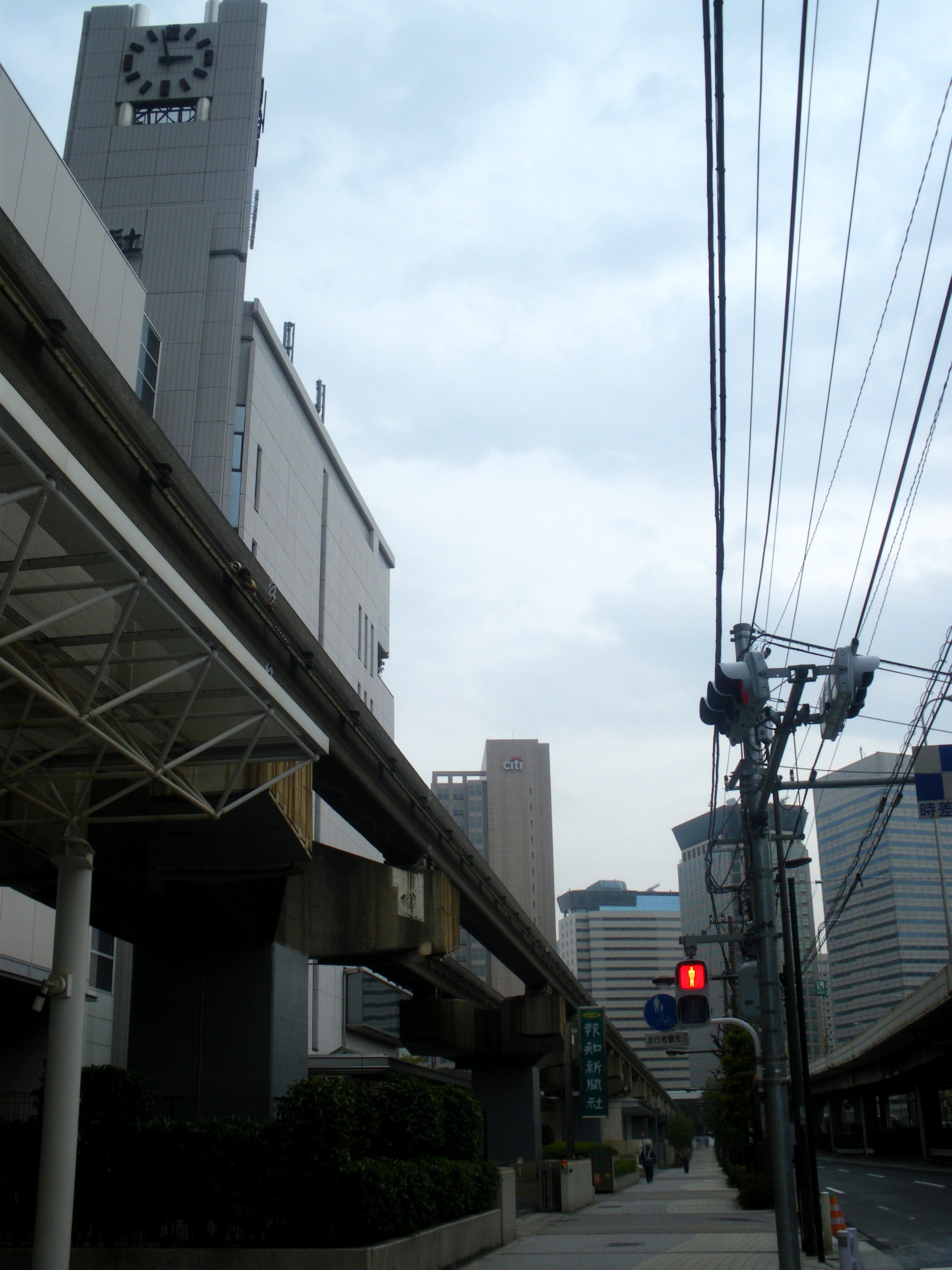
東京都港区港南にある報知新聞社旧東京本社

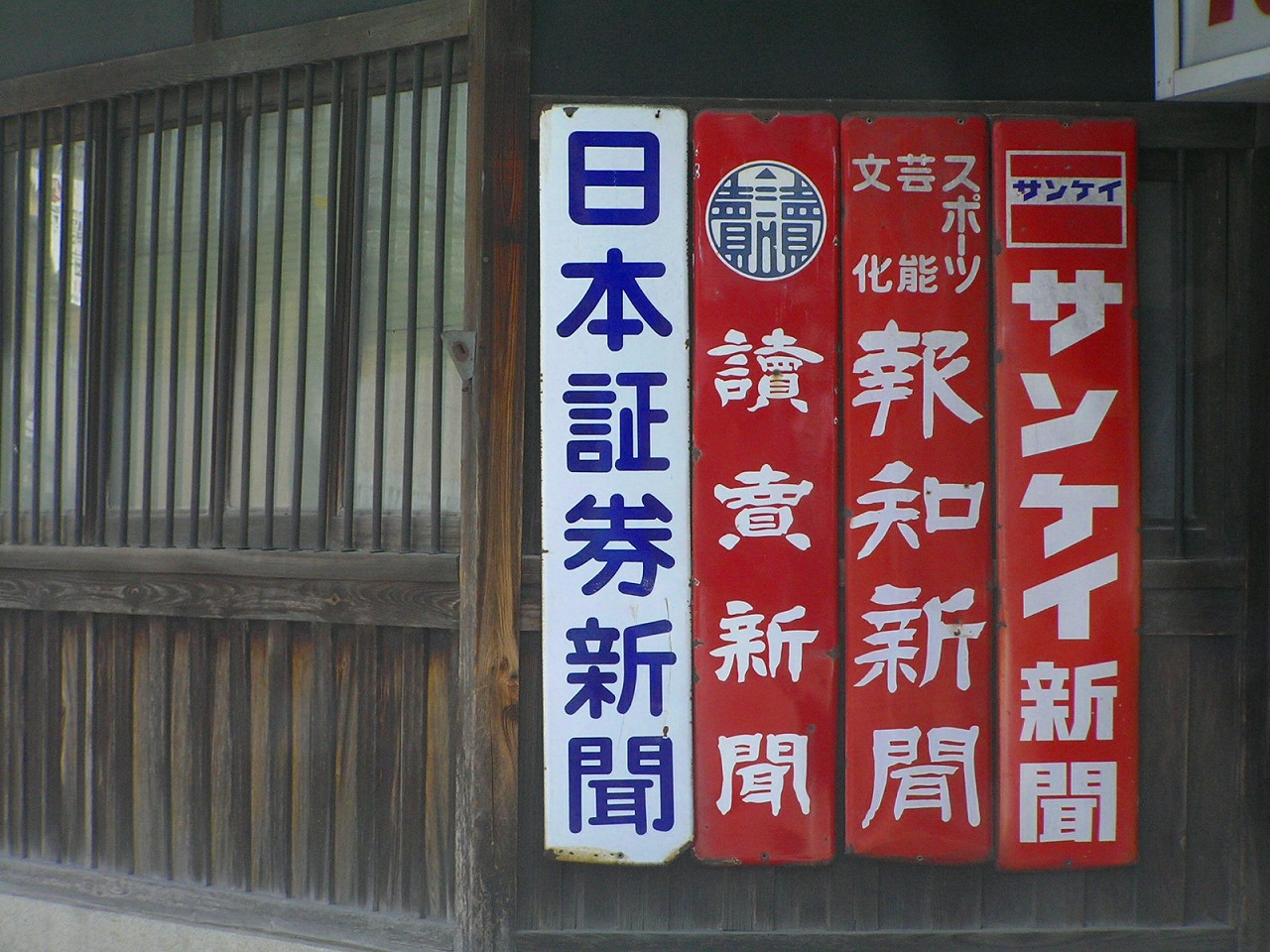
「報知新聞」がメイン題字だった頃のホーロー看板（右から2つ目）を設置する新聞販売店

株式会社報知新聞社（ほうちしんぶんしゃ）は、読売新聞グループの新聞社である。
主力であるスポーツ新聞『スポーツ報知』のほか、スポーツその他に関する雑誌などを出版している。なお、読売新聞系列であるが、持株親会社の読売新聞グループ本社の直轄ではなく、関連会社扱いである。1949年以前は一般紙であり、毎日新聞の前身である東京日日新聞に僅か数か月遅れるだけの業界最古クラスの歴史を持つ。

## 略歴
- 1872年 - 前島密、小西義敬らにより『郵便報知新聞』創刊。
- 1873年 - 発行会社「報知社」を設立。
- 1894年 - 新聞紙名を『報知新聞』に改称。
- 1930年 - 当時の大日本雄弁会講談社に買収される。
- 1932年 - 社名を「報知新聞社」に変更。
- 1938年 - 講談社傘下から離脱。
- 1942年 - 新聞統制令により、読売新聞社（現：読売新聞東京本社）に吸収。題字が『讀賣報知』となる。
- 1946年 - 旧報知新聞社有志により、『新報知』が創刊。
- 1948年 - 紙名を報知新聞に変更。
- 1949年 - 再び読売新聞傘下に入り、報知新聞を一般紙からスポーツ紙に変更。
- 1954年 - 旧東京本社所在地（千代田区有楽町1丁目11-1）に読売会館建設。
- 1964年 - 大阪市大淀区（現：北区）本庄西の報知新聞大阪本社で現地印刷開始（大阪版発刊）。
- 1979年 - 中部読売新聞社（現：読売新聞中部支社）との提携により名古屋市で『報知スポーツ』創刊。
- 1990年 - 報知新聞を『スポーツ報知』に改題（正式名称は報知新聞のまま）。
- 1990年 - 東京本社が千代田区平河町から港区港南に移転。
- 1998年 - 読売新聞西部本社などで設立されたスポーツ報知西部本社との提携により、『スポーツ報知』の九州での発行を開始。
- 1999年 - 「iモード」など携帯電話への情報提供サービスを開始。
- 2001年 - 報知印刷社と合併。
- 2008年 - 大阪本社を大阪市北区野崎町の読売大阪ビルへ移転。
- 2022年6月10日 - 東京本社を日本相撲協会所有のビル（墨田区横網1丁目、両国国技館隣）へ移転[1][2][3]。前身の郵便報知新聞は旧両国広小路（現在の中央区）付近を拠点としていたため、再び創業の地に戻ることになる[4]。

## 主な出版物
- スポーツ報知（スポーツ新聞化以前は、報知新聞を参照。）
- 月刊ジャイアンツ
- 報知高校野球
- 週刊ファンファーレ（旧題・週刊競馬報知、1998年に廃刊）

## 所在地
- 東京本社：東京都墨田区横網1丁目11番1号[1]
  - 北海道支局：北海道札幌市中央区北4条西4丁目1号（読売新聞北海道支社ビル）
  - 東北支局：宮城県仙台市青葉区中央2丁目1番6号（読売仙台ビル）
  - 静岡支局：静岡県静岡市葵区追手町9番22号（読売静岡ビル）
- 大阪本社：大阪府大阪市北区野崎町5番9号（読売新聞大阪本社ビル）
  - 広島支局：広島県広島市中区国泰寺町一丁目3番20号（読売新聞広島総局内）

## 関連会社
- 読売新聞中部支社 - 愛知県名古屋市中区栄1丁目2番1号
東海3県（愛知県・岐阜県・三重県）では、報知新聞社ではなく、読売新聞東京本社傘下の読売新聞中部支社からフランチャイズ提携により「スポーツ報知・中部版」（創刊時の題号は『報知スポーツ』だった。1996年にスポーツ報知に統一）を発行している。
中部読売新聞社としては1975年に設立されたが、月ぎめ購読料不当廉売問題により日本新聞協会への加盟が1987年5月までできなかったことや、1988年6月の読売新聞中部本社への統合後も歴史的な経緯から、紙面は東京本社版の内容そのもの（テレビ欄・公営競技など差し替えを除く）でありながら、発行所は読売新聞社の扱いのままとなっている。
- 株式会社スポーツ報知西部本社 - 福岡県福岡市中央区赤坂1丁目16番5号
株式会社読売新聞西部本社の子会社。九州でスポーツ報知を発行するため、当時読売ジャイアンツなどを経営していた株式会社よみうりが、1997年に設立。読売グループ再編により現在の形態に。そのため、報知本社とは事業面での協力関係（事実上のフランチャイズ提携）のみである。当初は北九州市小倉北区の読売新聞西部本社内に本社・編集局を置いていたが、2004年1月1日に同社の福岡市移転に伴いスポーツ報知西部本社も福岡市に移転した。

## 主な出身者
※旧報知新聞社出身者も含む。
- 前島密 - 日本近代郵便の父、郵便報知新聞発行発起人
- 小西義敬 - 郵便報知新聞の創刊者
- 栗本鋤雲 - 郵便報知新聞主筆
- 藤田茂吉 - 郵便報知新聞主筆
- 犬養毅 - 郵便報知新聞記者、第29代内閣総理大臣。5･15事件で命を落とす。
- 原敬 - 郵便報知新聞記者、大阪毎日新聞社長を経て第19代内閣総理大臣。
- 江藤新作 - 旧報知社主筆、江藤新平（初代司法卿）の次男
- 羽仁もと子 - 旧報知社記者、日本初の女性ジャーナリスト。自由学園創立者、作家・TBSテレビ『世界・ふしぎ発見!』準レギュラー羽仁進の祖母。
- 磯村春子 - 旧報知社記者、連続テレビ小説『はね駒』主人公のモデル
- 佐藤垢石 - 旧報知社記者、のちエッセイスト
- 野間清治 - 旧報知新聞社社長、大日本雄弁会講談社創業者
- 町田忠治 - 旧報知新聞社社長、東洋経済新報社社長
- 三木武吉 - 旧報知新聞社社長。大日本雄弁会講談社から読売グループへの売却を主導。
- 鈴木茂三郎 - 旧報知新聞社記者、のち日本社会党委員長
- 田村大五 - 元同社記者→運動部長→編集委員、のちベースボール・マガジン社「週刊ベースボール」編集長→編集局長→常務取締役→顧問
- 秋山駿 - 文芸評論家・元同社記者
- 佐瀬稔 - ノンフィクション・ライター、元同社記者
- 宇佐美徹也 - 元同社記録部長・編集委員、のち日本野球機構BISデータ本部初代室長
- 西村欣也 - 元同社記者、現・朝日新聞社編集委員
- 岩田禎夫 - ゴルフ担当記者→ゴルフ評論家。

## 不祥事
- 2020年11月7日　小学生に暴行を加えたとして、警視庁戸塚署は報知新聞社社員を逮捕。自宅近くの路上で、通学途中の小学5年の男児の胸元をつかんで左右に振るなどした。同社員は、7月に新宿区内の路上で男子高校生の胸を押して軽傷を負わせたとして、傷害容疑で10月に書類送検されたばかりだった。[5]
- 2024年6月1日、スポーツ報知のニュースサイトで同年4月から連載中の「甲子園100年物語」について、武庫川女子大学名誉教授(以下“教授”)の講演録や教授が毎日新聞に寄稿した記事などから盗用があったことを明らかにし、教授と毎日新聞社及び読者にお詫びした上で、ニュースサイトに掲載した連載記事16回を全文削除及び特別版として紙面に掲載した連載1回目(4月9日付)と7回目(4月23日付 ※大阪本社版のみ掲載)の記事も記事データベース上取り消すとした。執筆した大阪本社編集局の50代(当時)記者を処分する。記者は同年3月、教授の阪神甲子園球場の歴史に関する毎日新聞兵庫版に連載された寄稿「甲子園歴史旅」を読むなどし、メールで協力を依頼したが、教授への取材はせずに執筆を開始。引用の明示をほとんどしないまま、寄稿や教授の過去の講演と構成が酷似し、表現が全く同じ箇所を含む内容の記事にした。同年5月下旬教授から指摘されるまで大阪本社編集局のデスクも盗用に気づくことができなかった[6][7]。
この件について、同年6月14日付で執筆した記者を懲戒解雇処分、同本社編集局長を減給、同本社編集局編集センター長と同センター次長を休職の懲戒処分とした。また取締役大阪本社代表は1カ月の報酬の10%を返上する処分を決定した[8]。

## 備考
- 滋賀報知新聞社（滋賀県東近江市）及びらぷらた報知（アルゼンチン・ブエノスアイレスで刊行されている日系人向け新聞）、ハワイ報知（ハワイ州・ホノルル市で刊行されている日系人向け新聞。静岡新聞系）との資本関係は一切ない。

- 日本証券新聞・証券日刊　委託印刷を請け負う。元々後者は大阪支局発行の「日本証券新聞関西版」だったため、証券日刊に題名を改めてからも報知の印刷所での委託印刷を行い、かつ読売新聞宅配所から宅配を受け付けていた。現在証券日刊は経営難のため休刊（事実上廃刊）となった。